# Teopazul
Teopazul är en ort i Mexiko.   Den ligger i kommunen Tlatlaya och delstaten Mexiko, i den södra delen av landet, 140 km sydväst om huvudstaden Mexico City. Teopazul ligger 1 705 meter över havet och antalet invånare är 392.
Terrängen runt Teopazul är kuperad norrut, men söderut är den bergig. Teopazul ligger uppe på en höjd. Runt Teopazul är det ganska tätbefolkat, med 60 invånare per kvadratkilometer. Närmaste större samhälle är Amatepec, 3,4 km norr om Teopazul. I omgivningarna runt Teopazul växer huvudsakligen savannskog.